# Pierre Moignard
Pour les articles homonymes, voir Moignard.
Pierre Moignard est un artiste peintre contemporain français, né en 1961 à Tébessa en Algérie.

## Biographie

### Enfance et formation
Pierre Moignard a fait ses études à l'École des beaux-arts de Saint-Étienne.

### Carrière
Il s'intéresse à la peinture figurative dans les années 1980.

## Œuvre

### Expositions individuelles et collectives (sélection)

#### Années 1980
- 1985 : Vincent Corpet, Marc Desgrandchamps, Pierre Moignard, commissaire Fabrice Hergott[2], Maison de la culture[3] et de la communication (MCC), Saint-Étienne

#### Années 2000
- 2002 : Le portrait s'envisage, exposition collective, centre d'art de l'Yonne[4], Auxerre
- 2008 : 
  - Hantologie contemporaine, exposition collective[5], parc culturel de Rentilly[6], Bussy-Saint-Martin
- 2009 : Apparences de La Vie Normale, exposition collective[7], galerie Pictura, centre culturel de Cesson-Sévigné

### Film vidéo
En 2008, Pierre Moignard obtient le soutien du Centre national des arts plastiques (CNAP) pour un projet, , film vidéo de 28 minutes sorti en 2009.
- 2009 : Who chooseth me. Notes for the merchant of Vegas[8]
- Apparences de La Vie Normale[9]

## Publications

### De Pierre Moignard
- 36 x 2f. 96, 36 autoportraits de Pierre Moignard, texte d'Anne Bertrand, éditions Le Massacre des innocents, 1999[10]

### Sur Pierre Moignard

#### Essai
- Catherine Grenier, Dépression et Subversion, les racines de l’avant-garde, Les Essais, Centre Georges Pompidou, 2004, p. 27, 30

#### Articles
- Gilles Froger, Dialogue 1 - Beaches de Pierre MOIGNARD, Parade, revue d'art et de littérature de l'école supérieure d'art de Tourcoing, mai 2005[11]